# The Mirrors of My Soul
The Mirrors of My Soul (let. "Gli specchi della mia anima") è un album del 2005 della cantante palestinese Rim Banna.

## Album
Divenuta famosa grazie alla collaborazione al progetto Lullabies from the Axis of Evil, Rim Banna torna a collaborare con una band norvegese incidendo nel 2005 un album in arabo dal forte sapore folk-pop che mischia in modo omogeneo melodie occidentali con strutture vocali e toni mediorientali.
Nonostante lo stile dell'album si allontani dai precedenti lavori dell'artista, il soggetto delle canzoni rimane comunque il medesimo. Nelle undici tracce si riscontrano ancora i temi cari alla cantante, come la disperazione del popolo palestinese e la speranza in un futuro migliore. Le canzoni si alternano tra temi dinamici e dalle tonalità più solari (ad esempio Malek) a brani più lenti e cupi (come Fares Odeh).

## Tracce
1. "The Mirrors Of My Soul" - 6:19 (مرايا الروح)
2. "The Carmel Of My Soul" - 4:37 (كرمال الروح)
3. "Malek" - 4:08 (مالك)
4. "Ya Jammal" - 4:36 (ياجمال)
5. "Masha'al" - 4:51 (مشعل)
6. "Sarah" - 5:10 (سارة)
7. "The Moon Glowed" - 4:01 (لاح القمر)
8. "The Top Of The Mountain" - 5:24 (راس الجبل)
9. "Fares Odeh" - 5:57 (فارس عودة)
10. "The Grandma With A Limp" - 3:53 (ستّي العرجة)
11. "The Voice, The Fragrance And The Figure" - 6:11 (الصوت والرائحة والشكل)

## Staff
- Rim Banna, voce
- Elvind Aarset, chitarra
- David Wallumrød, piano e tastiere
- Gjermund Silset, basso
- Rune Arnesen, percussioni